# 布蘭德溫冰原島峰
80°2′S 159°55′E / 80.033°S 159.917°E
布蘭德溫冰原島峰（英語：Brandwein Nunataks）是南極洲的冰原島峰，位於奧次地，處於內布拉斯加峰北端，海拔高度870米，以美國研究隊成員命名，現時由南極條約體系管理。